# جيسوس لوبيز
جيسوس لوبيز (بالإسبانية: Jesús López Cobos) (و. 1940 – م) هو موزع (موسيقى)، ومخرج موسيقي، من إسبانيا.

## التعليم
تعلم في جامعة كمبلوتنسي بمدريد.

## جوائز
حصل على جوائز منها:
- ميدالية الاستحقاق الذهبية في الفنون الجميلة (إسبانيا) (2001)
- جائزة أميرة أشتوريس للفنون  [لغات أخرى]‏ (1981)
- وسام الفنون والآداب الفرنسي
- وسام استحقاق جمهورية ألمانيا الاتحادية.

## روابط خارجية
- جيسوس لوبيز على موقع IMDb (الإنجليزية)
- جيسوس لوبيز على موقع ميوزك برينز (الإنجليزية)
- جيسوس لوبيز على موقع أول ميوزيك (الإنجليزية)
- جيسوس لوبيز على موقع ديسكوغز (الإنجليزية)
- جيسوس لوبيز على موقع قاعدة بيانات الفيلم (الإنجليزية)